# Braulio Castillo (hijo)
Braulio Castillo (San Juan, Puerto Rico , 30 de agosto de 1958) es un actor y locutor puertorriqueño, hijo del también actor Braulio Castillo. Ha participado en diversas series, telenovelas, películas y teatro.

## Filmografía

### Telenovelas y series
- Súbete a mi moto (2020) es Edgardo Díaz
- The Oath (2018) es Victor Moreno
- El Talismán (2012) es Renato Leduc Betancourt[1]
- Aurora (2010-2011) es Gustavo Ponce de León[2]
- El fantasma de Elena (2010) es Tomás Lafé
- Al borde del deseo (2008) es Augusto
- Dueña y señora (2006) es Manuel Santa Rosa[3]
- Fuego en el alma (2005)
- Cuando despierta el amor (19fddf)
- Tiempos difíciles (1997) es Vicente Masquéz/Guillermo Durán
- Eternamente Manuela (1995-1996) es Francisco Grijalba
- Señora tentación (1994) es Alirio Moncada
- Guadalupe (1993-1994) es Alejandro Infante
- Pasión de vivir (1992-1993)
- Velo negro, velo blanco (1991)
- Karina Montaner (1990) es Daniel y Cristian Bazan (gemelos)
- Pacto de amor (1989)
- Andrea (1988)
- Apartamento de solteras (1987)
- Alejandra (1987)
- El hijo del gitano (1986)
- Tanairí (1985) es Pedro Antonio
- Milí (1984)
- Coralito (1983)
- La señora que dijo que no
- Tiempo muerto

### Películas
- Mixtape, the movie es el Sr. Aguayo
- The Scammer
- Simone (2021) es el Decano Pedro Benítez
- Yerba Buena (2020) es oficial Torres
- Primal (2019) es Morales
- Otra boda en Castañer (2019) es el Dr. Eduardo Zalduondo
- Más de un siglo (2018)
- Pepo pal Senado (2016) es Eloy Ramírez Del Prado
- La Llamarada (2016) es Segundo Marte
- Una boda en Castañer (2015) es el Dr. Eduardo Zalduondo
- Desamores (2004) es Darío Rosales
- R.I. (2004) es Rafael Pérez Marchand
- Amores como todo los demás (1999) es Alberto Colorado.
- Los Díaz de Doris (1999) es Edgardo
- Angelito mío (1998) es Ugo Leduc Ginger
- Cuentos para despertar (1998) es Abelardo Díaz Alfaro.[4]

### Teatro
- Filomena Marturano (1978)
- How to Succeed in Business without Really Trying
- Fiddler on the roof
- West Side Story
- Marie & Bruce
- Noises Off
- Casa de mujeres
- Manos arriba
- Vidas Privadas
- La dama del alba
- Las quiero a las dos (2014)[5]
- Conversaciones con Mamá (2014)[6]

 Toc Toc (2017)'

## Premios y reconocimientos
- Premios TVyNovelas 1996 : Eternamente Manuela : Antagonista favorito
- Premios de Excelencia profesional del Cambridge College en Puerto Rico 2013[7]